# ポアンカレの回帰定理
ポアンカレの回帰定理（ポアンカレのかいきていり、英: Poincaré's recurrence theorem）、または単に回帰定理とは、アンリ・ポアンカレ(H.Poincaré,1854-1912)により証明された力学系の定理である。ポアンカレの再帰定理とも呼ばれる。力学系のある状態を出発点としたときに、その時間発展は出発点といくらでも近い状態に無限回戻ってくることを主張する。ポアンカレは天体力学の三体問題の研究の中でこの定理に至り、1890年に発表した。

## 概要
解析力学では力学系のひとつの状態は相空間(例えば質点の位置と運動量を座標とする空間)上の点で表され、その点の近傍はその状態に近い状態の集まりを表し、回帰定理はこの相空間上の力学系に関する定理である。簡単には、「力学系は、ある種の条件が満たされれば、その任意の初期状態に有限時間内にほぼ回帰する」、「ほとんどすべての軌道が出発点の任意の近傍に無限回もどってくる」、「与えられた初期条件に、いくらでも近づき、かつそれを何回でも繰返すことができる」と表現される。
ここである条件、つまり回帰定理の成り立つ条件とは、広く一般的にいえば力学系が保測的(相空間内の点集合の体積が保存されること)で、その軌道が有限領域に限られていることである。例えばニュートン力学の成り立つ系で等エネルギー面を動く軌道(エネルギーが保存される状態の軌道)では回帰定理が成り立つ。
回帰定理が孤立系の現象の厳密な繰り返しを示したと解釈する人もいる。だがこの解釈には２つの意味での誤解がある。第一に、力学系は初期状態の近傍に戻るだけであり、初期状態そのものに戻るとは限らない。第二に、近傍に戻る時刻(時点)の分布は特別な場合を除けば不規則であり、一定の周期は持たない。ポアンカレが示したように多体問題の解の軌道はカオスになることが多く、その場合は運動が周期的繰り返しにはならないのである。

## ハミルトン力学による導入
ポアンカレの回帰定理の主張は、ハミルトン力学における相空間上の点の時間発展を数学的に抽象化した測度空間上の保測変換の満たす性質として、定式化される。
ハミルトン力学では、一般化座標 q=(q1,…,qn) と正準共役な正準運動量 p=(p1,…,pn) の組からなる正準変数 (q, p) によって、系の状態が記述される。(q, p) で指定される状態は相空間上の点であり、その時間発展は相空間の軌道 (q(t), p(t)) として、表現される。
(q(t), p(t)) の時間発展は、ハミルトンの正準方程式
{\displaystyle {\frac {dq_{i}}{dt}}={\frac {\partial H}{\partial p_{i}}}}
{\displaystyle {\frac {dp_{i}}{dt}}=-{\frac {\partial H}{\partial q_{i}}}\quad (i=1,\cdots \,n)}
で記述される。但し、H=H(q, p) は系のハミルトニアンである。
この時間発展によって
{\displaystyle T_{t}:(q(0),p(0))\rightarrow (q(t),p(t))}
を与える写像 Tt が定まる。写像 Tt は性質
{\displaystyle T_{t}\circ T_{s}=T_{t+s}}
{\displaystyle T_{t}\circ T_{-t}=I}
を満たしており、その集合 {Tt} は流れ（flow）と呼ばれる。リュービルの定理によれば、相空間上の体積要素
{\displaystyle dq_{1}dp_{1}\cdots dq_{n}dp_{n}}
は、 {Tt} による時間発展に対して、不変である。これは、{Tt} が測度を不変に保つ保測変換であることを意味する。
ハミルトニアン H(q, p) が時間に陽に依存しない場合、エネルギー E は保存量であり、軌道 (q(t), p(t)) は
{\displaystyle H(q,p)=E=:\operatorname {const.} }
で与えられる相空間内の等エネルギー面 ΩE 内に留まることとなる。この等エネルギー面 ΩE 内の領域 A の面積は、
{\displaystyle \mu (A)=\int _{A}{\frac {d\sigma }{||\nabla H(q,p)||}}}
で与えられる。ここで、dσ は ΩE の面積要素、∇H(q, p) は勾配ベクトルである。すなわち、 ΩE（とその完全加法族𝔉）に測度 μ が導入される。
ポアンカレの回帰定理では、ΩE の面積が有限であるという仮定
{\displaystyle \mu (\Omega _{E})<+\infty }
が置かれる。これは、一般化座標 q や正準運動量 pが無限に増大することがないという仮定に相当する。

## 定理の数学的表現
集合 Ω に対し、𝔉を Ω 上の完全加法族、μ を測度とする測度空間 (Ω, 𝔉, μ) を考える。ここで  Ω は有限 μ(Ω)<+∞ であると仮定する。また、写像 T: Ω→Ω を任意の A ∈ 𝔉 について、μ(T−1(A))=μ(A) を満たす保測変換とする。A ∈ 𝔉 が μ(A)>0 であるとすると、ほとんど至るところの点 ω ∈ A に対し、半軌道 {Tnω; n≥0}  は無限回 A に戻ってくる。負の方の半軌道{Tnω; n≤0}  についても同様である。

## 証明の概略

### 再帰性の証明
測度が0となる零集合 N を除いて、 A の点 ω が A に再帰することを示す。B⊂A が μ(B)>0 であるとする。もし任意の ω∈Bがすべての n>0 について、Tnω∉A であるとすると、TnB∩B=∅ である。任意の m≥0 でTn+mB∩TmB=∅ であるから、 {Tn B} は互いに交わらない可算無限列である。よって、測度の完全加法性より
{\displaystyle \mu \left(\bigcup _{n=0}^{\infty }T^{n}B\right)=\sum _{n=0}^{\infty }\mu (T^{n}B)}
である。一方、
{\displaystyle \bigcup _{n=0}^{\infty }T^{n}B\subset \Omega \in {\mathfrak {F}}}
より、前式の両辺は有限であるが、保測性と μ(B)>0 の仮定により、右辺は有限性に矛盾する。ゆえに測度が0となるN⊂Aを除いたω∈A \ Nに対し、ある n>0 が存在し、Tnω∈A となる。

### 再帰が無限回であることの証明
前述の A の零集合 N に対し、 
{\displaystyle N_{+}=\bigcup _{n=0}^{\infty }T^{n}N}
と定めると、μ(N+)=0 であるから、任意の ω∈A \ N+に対し、ある n>0 が存在し、Tn ω∈A \ N+ となる。したがって、この論法を繰り返すことができ、ω∈A \ N+に対し、Tnω は無限回 A \ N+ に戻ってくることがわかる。

## 熱力学との関連
ボルツマンは熱力学第二法則を原子論で説明することを試み、H定理を発表した。これに対してエルンスト・ツェルメロ(E.Zermelo)は、1896年にポアンカレの回帰定理を根拠とする、再帰パラドックス(recurrence paradox)を発表して批判した。

## 量子力学における回帰定理
古典力学におけるポアンカレの回帰定理に対し、その量子力学版といえる量子回帰定理が存在する。この定理によれば、離散的なエネルギー準位のみをもつ量子系は、時間発展により、初期状態のいくらでも近くに戻ってくる。
離散エネルギー準位のみを持つ量子系において、系の状態ベクトルを|ψ(t)⟩で表す。このとき、任意の正の定数 ε > 0と任意の初期時刻t0に対し、
{\displaystyle ||\,|\psi (T)\rangle -|\psi (t_{0})\rangle ||<\epsilon }
を満たす時刻 T (> t0) が存在する。但し、|||Ψ⟩||は|||Ψ⟩||2=⟨Ψ|Ψ⟩で与えられるノルムである。